# Беклин, Лина
Лина Элизабет Беклин (швед. Lina Elisabeth Bäcklin; 3 октября 1994, Евле, Швеция) — шведская хоккеистка, игравшая на позиции защитника. Всю карьеру провела в клубе Шведской женской хоккейной лиги (SDHL) «Брюнес». Завершила карьеру в октябре 2018 года, чтобы работать консультантом по кадрам. Игрок национальной сборной Швеции, выступавшая на двух чемпионатах мира (2013 и 2015) и Зимней Олимпиаде 2014. Сыграла более 50-ти матчей за национальную команду. В составе юниорской сборной Швеции дважды становилась бронзовым призёром чемпионатов мира до 18 лет (2010 и 2012). Участница первых Зимних юношеских Олимпийских игр в 2012 году, став чемпионкой хоккейного турнира.

## Биография
Лина Беклин родилась в Евле. У неё семь братьев и сестёр. Братья Лины занимались хоккеем, и она впоследствии последовала их примеру. Лина начала кататься на коньках в 6 лет на заднем дворе дома, где был обустроен небольшой каток. Беклин проводили хоккейные тренировки в местной школе клуба «Брюнес». В сезоне 2009/10, в возрасте 15 лет, дебютировала в основной команде, выступающей в Рикссериен — главной лиге женского хоккея Швеции. С первых матчей Лина начала демонстрировать надёжную игру в обороне. По ходу чемпионата она была вызвана в юниорскую сборную Швеции для участия на чемпионате мира до 18 лет. Беклин завершила турнир с положительным показателем полезности и помогла сборной второй год подряд завоевать бронзовые медали. В следующем сезоне Лина впервые отметилась заброшенными шайбами за «Брюнес». Она вновь приняла участие на юниорском чемпионате мира. Несмотря на показанный вместе Линнеей Хедин худший показатель «плюс-минус» в своей команде среди защитников, Беклин вошла в тройку лучших игроков сборной Швеции. В сезоне 2011/12 приняла участие в своём третьем юниорском чемпионате мира, исполняя роль альтернативного капитана. Надёжная игра Лины помогла шведкам вновь завоевать бронзовые медали. Спустя неделю Беклин играла на хоккейном турнире первых Зимних юношеских Олимпийских игр. Сборная Швеции уверенно выиграла все матчи и стала чемпионом Игр. Лина сыграла в 6-и матчах, в которых набрала 7 (2+5) очков.
В сезоне 2012/13 Беклин, как основного защитника, стали регулярно вызывать в основную сборную Швеции. В апреле 2013 года она сыграла на своём первом чемпионате мира, проходившем в Оттаве. Лина сыграла пять матчей, не набрав очков при нейтральном показателе полезности. В следующем сезоне она значительно улучшило свою результативность, единственный раз в карьере набрав более 20-ти очков в чемпионате Швеции. Беклин вошла в окончательную заявку сборной Швеции для участия на Зимней Олимпиаде 2014. На турнире шведки боролись за бронзовые медали, но уступили третье место сборной Финляндии. В сезоне 2014/15 статистические показатели Беклин снизились: впервые в карьере она закончила регулярный чемпионат с отрицательным показателем полезности. Она приняла участие на чемпионате мира 2015. Лина отметилась результативной передачей, заработав своё первое очко на крупных международных турнирах. Перед следующим сезоном Беклин была назначена помощником капитана «Брюнеса». По ходу чемпионата Лина последний раз выступала за сборную Швеции.
Следующие два сезона Беклин завершала с худшим показателем полезности среди защитников своей команды. В октябре 2018 года она объявила о завершении карьеры. Она хотела прекратить карьеру раньше, но решила поддержать «Брюнес», у которого были проблемы с количеством игроков. Основной причиной ухода их хоккея стали финансовые трудности. Лина прошла специальные курсы и перешла работать консультантом по кадрам. По словам Беклин, она играла до 2018 года только благодаря своему парню, который обеспечивал ей стабильное финансовое положение.

## Стиль игры
Лина Беклин отличается высоким уровнем катания. Лина считается атакующим защитником, который много контролирует шайбу при розыгрыше большинства и создаёт голевые моменты для партнёрш по команде.

## Статистика
| Легенда | Легенда                    | Легенда | Легенда                   | Легенда | Легенда    |
| ------- | -------------------------- | ------- | ------------------------- | ------- | ---------- |
| И       | Количество проведённых игр | Штр     | Штрафное время            | +/−     | Плюс-минус |
| Г       | Голы                       | П       | Голевые передачи          | О       | Очки       |
| -       | Статистика неизвестна      | —       | Статистика не учитывалась |         |            |

### Международная
По данным: Eurohockey.com и Eliteprospects.com

## Достижения
Командные
| Год        | Команда         | Достижение                                      | Достижение |
| ---------- | --------------- | ----------------------------------------------- | ---------- |
| Клубные    |                 |                                                 |            |
| 2012, 2012 | Швеция (юниор.) | Бронзовый призёр юниорского чемпионата мира (2) |            |
| 2012       | Швеция (юниор.) | Чемпионка юношеских Олимпийских игр             |            |

- По данным Eliteprospects.com.

## Рекорды
| «Брюнес» - Наибольшее количество штрафных минут в Рикссериен / SDHL — 275 По данным: Eliteprospects.com | Швеция (до 18) - Наибольшее количество штрафных минут на одном юниорском чемпионате мира — 14 (2010) (совместно с Элен Бенн и Кларой Мирен) По данным: Eliteprospects.com |